# Komuna e Shirgjanit
Komuna e Shirgjanit är en kommun i Albanien.   Den ligger i prefekturen Qarku i Elbasanit, i den centrala delen av landet, 30 km sydost om huvudstaden Tirana.
Trakten runt Komuna e Shirgjanit består till största delen av jordbruksmark.  Runt Komuna e Shirgjanit är det ganska tätbefolkat, med 192 invånare per kvadratkilometer.